# Grahamia bracteata
Grahamia bracteata és una espècie de planta suculenta del gènere Grahamia, que pertany a la família Anacampserotaceae.

## Descripció
És un arbust, glabre, ramificat, branques divaricades, radicants al contacte amb el terra, de 30 a 80 cm d'alçada.
Les tiges són blanquinoses, una mica llustroses, llises.
Les fulles són alternes, subcilíndrico-oblongues, obtuses, carnoses, amb pèls a les axil·les.
Les flors són solitàries sobre branques terminals breus, de fins a 3 cm de diàmetre; bràctees florals escarioses, uninervades, apiculades, les interiors lanceolades, les exteriors oblongues més noies, imbricades prop de el calze; calze disépalo, persistent, sèpals oblongo-lanceolats, marges escariosos, mucronats, còncaus, estriats, rígids, sostingut per 8 o 9 bràctees imbricades, semblants als sèpals; pètals 5, obovats, obtusos, mucronats, de color blanc-nacarat, rosat crema a la base; estams, al voltant de 40 de filaments filiformes, monadelfos a la base; pistil acabat en un estigma de 4 a 5 branques; càpsula unilocular amb 5 valves, dehiscent; llavors nombroses, comprimides, àmpliament membranàcio-alades.

## Distribució
Planta endèmica de l'Argentina. Comú a la província de Mendoza, des de la 'llanura' (Desaguadero, La Paz), fins al 'piedemonte' (Las Heras).
Creix normalment en terrenys àrids i salins.

## Taxonomia
Grahamia bracteata Gillies ex Hook va ser descrita per John Gillies (Gillies) i publicada a Botanical Miscellany 3: 331. 1833.

### Etimologia
Grahamia: nom genèric atorgat en honor de l'escriptora i recol·lectora de plantes escocesa Maria Graham.
bracteata: epítet llatí que significa 'amb bràctees'.

### Sinonímia
A l'Argentina es coneix popularment com a 'Vinagrillo'.